# Å, Stenungsunds kommun
Å är en bebyggelse öster om Ödsmål och just öster om E6 i Ödsmåls socken i Stenungsunds kommun. Från 2015 avgränsar SCB här en småort.